# Pachecotunnel
De Pachecotunnel is een tunnel gelegen in de Belgische hoofdstad Brussel met een deel op het grondgebied van de gemeente Brussel en een deel op het grondgebied van de gemeente Sint-Joost-ten-Node. De tunnel verbindt de Pachecolaan in het zuiden met de Sint-Lazaruslaan in het noorden. De tunnel voert onder de Kruidtuinlaan en de Brusselse Kleine Ring (R20) door. 
Ten noorden van de tunnel bevindt zich de Kruidtuin.
Annie Cordytunnel · Baljuwtunnel · Belliardtunnel · Boileautunnel · Deltatunnel · Georges Henritunnel · Hallepoorttunnel · Jubelparktunnel ·Koninginnetunnel · Kortenbergtunnel · Kruidtuintunnel · Kunst-Wettunnel · Louizatunnel · Madoutunnel · Montgomerytunnel · Naamsepoorttunnel · NAVO-tunnel · Pachecotunnel · Reyerstunnel · Rogiertunnel · Stefaniatunnel · Tervurentunnel · Troontunnel · Van Praettunnel · Vleurgattunnel · Wettunnel · Woluwetunnel